# 夏尔·巴尔比耶
夏尔·巴尔比耶·德拉塞尔（法語：Charles Barbier de la Serre，發音：[ʃaʁl baʁbje də la sɛʁ]；1767年5月18日—1841年4月22日），法国发明家。他发明了几种速记与另类书写方式，其中的夜間書寫成为了盲文的灵感来源。
巴尔比耶出生于法国瓦朗謝訥，1784年—1792年在法国炮兵部队服役。他于法国大革命时期离开法国，在美国生活了几年，后于拿破仑统治期间返回法国，但未再参军。
巴尔比耶对速记和其他另类书写方式很感兴趣。1815年，他出版了《试论法国速记方法》（Essai sur divers procédés d'expéditive française）一书。他在此书中称，传统书写是普及识字的障碍，因为学习传统书写需要很长时间，而必须谋生的人（农民、工匠）无法投入必要的时间接受教育。巴尔比耶还关注视觉及听觉障碍人士面临的识字障碍。